# Wade Davis
Wade Allen Davis (Lake Wales, 7 settembre 1985) è un ex giocatore di baseball statunitense, vincitore delle World Series 2015 con i Kansas City Royals.

## Carriera

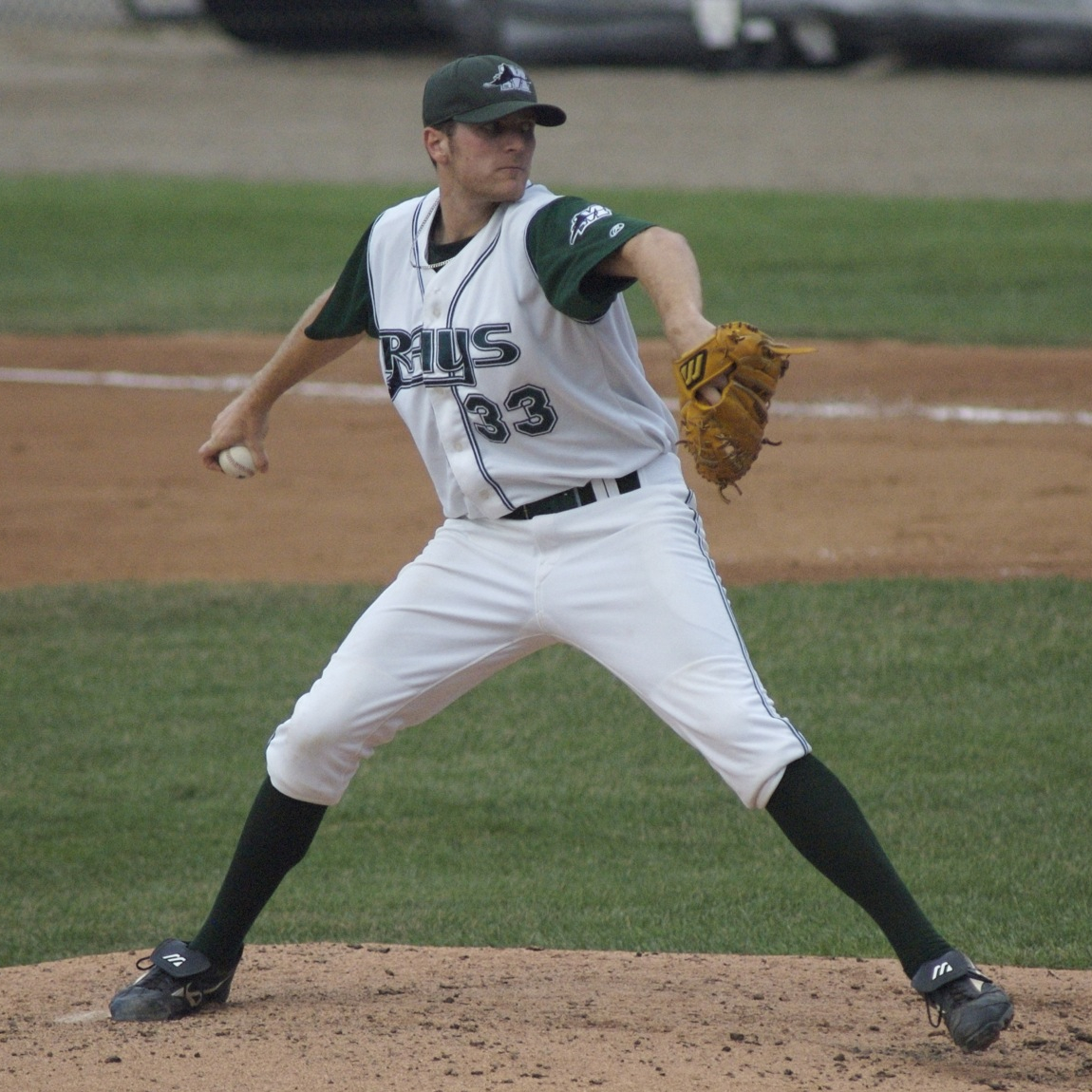
Davis in minor league nel 2006

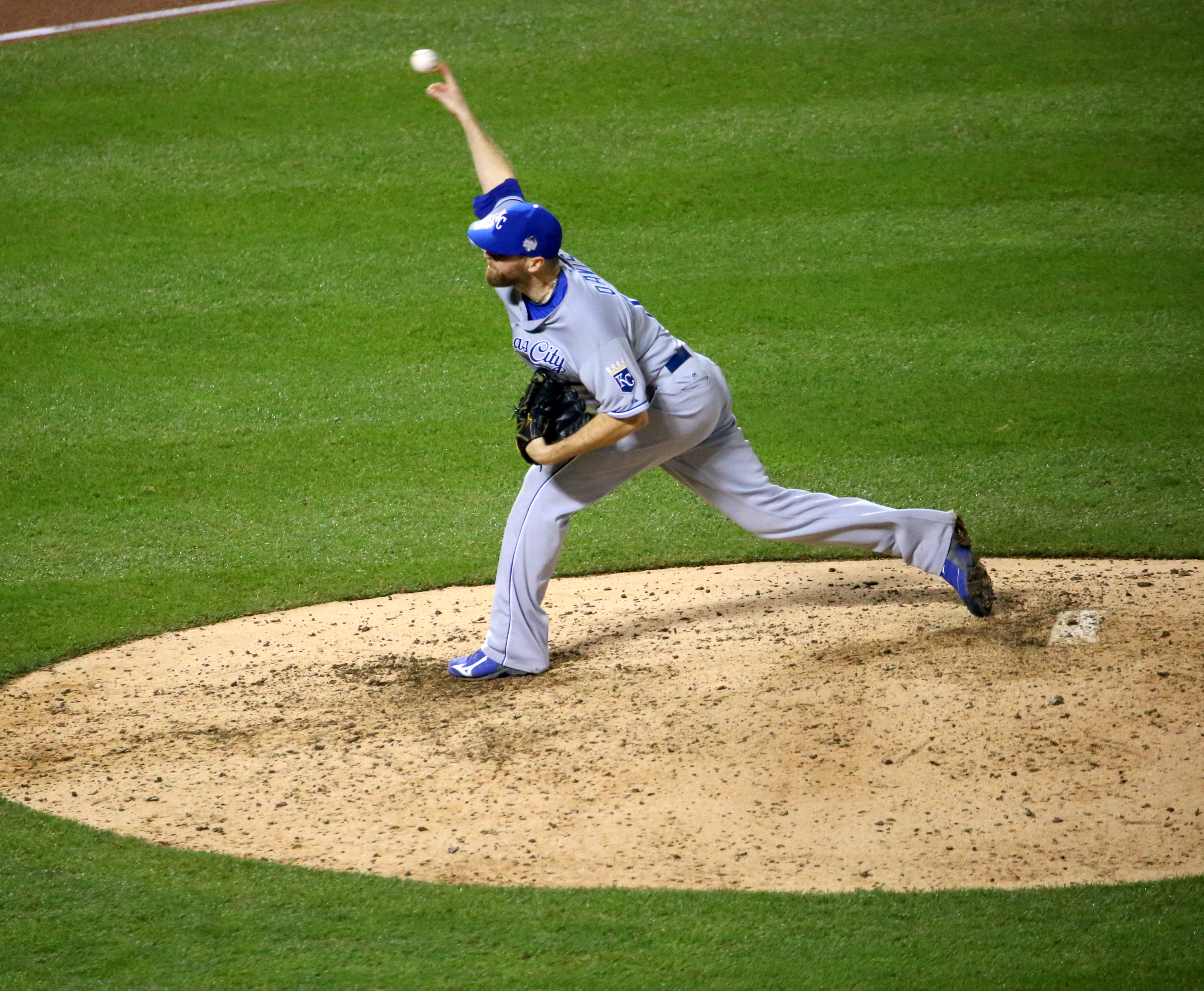
Davis mentre effettua l'ultimo lancio delle World Series 2015

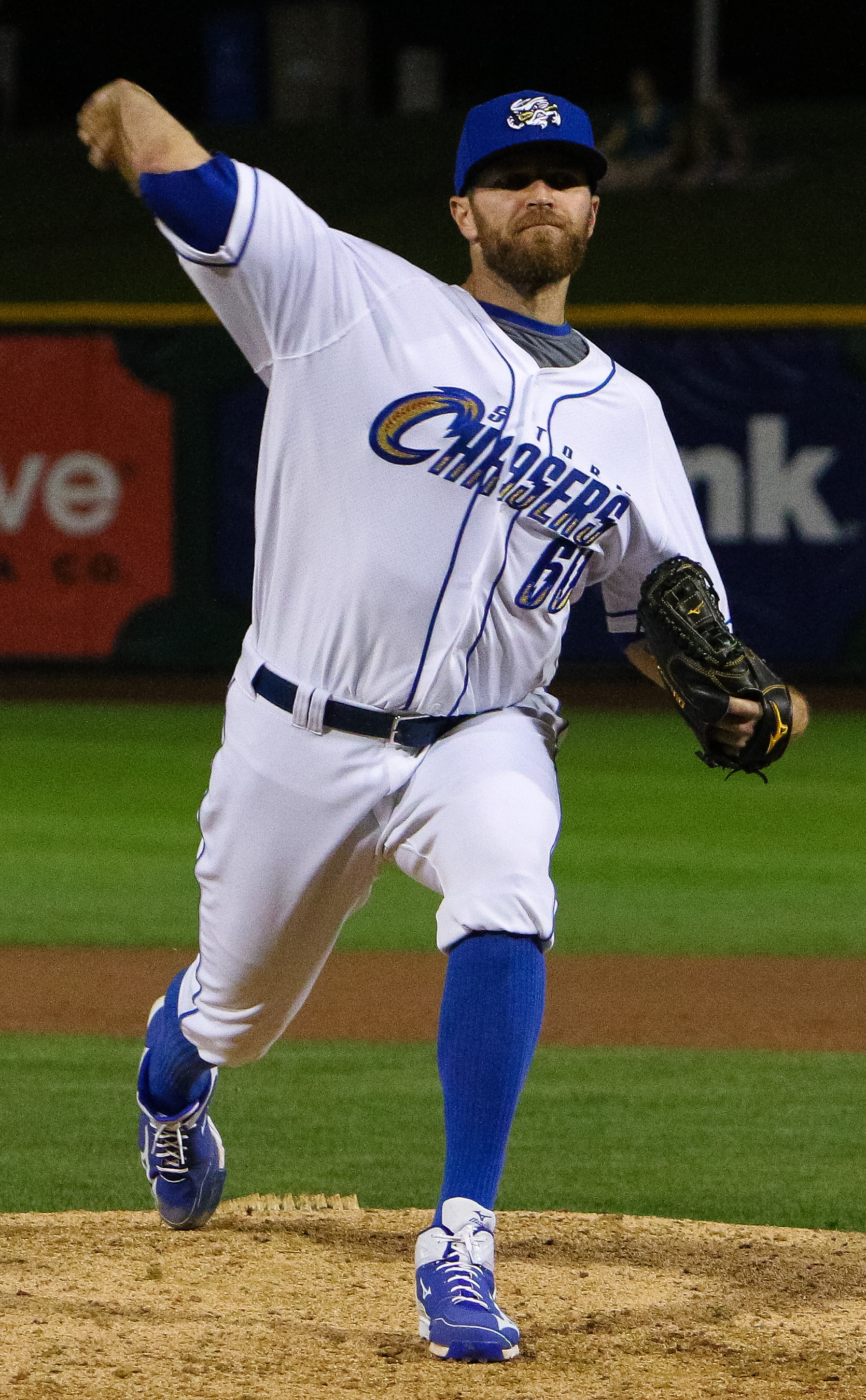
Davis nella Tripla-A nel 2016

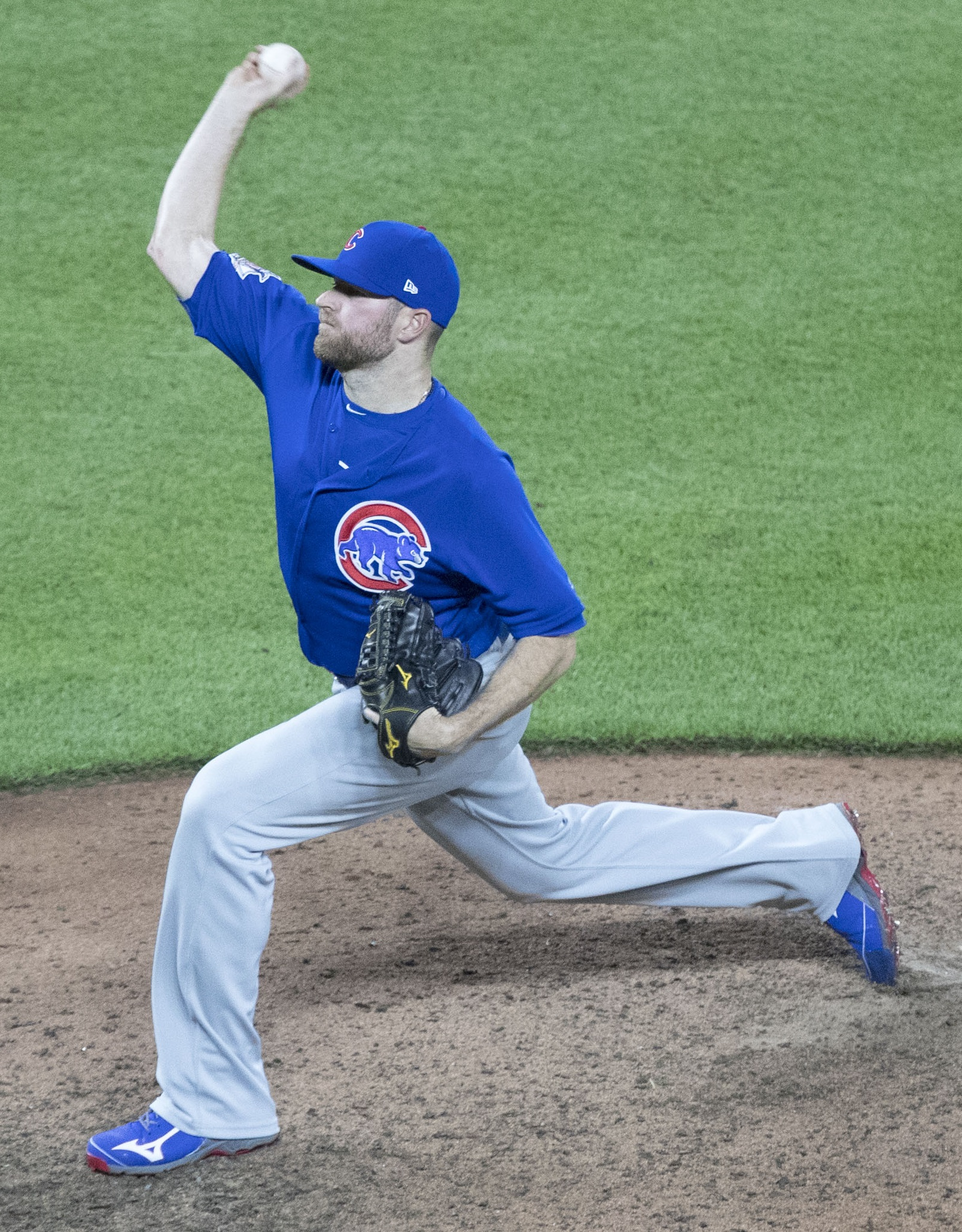
Davis con i Cubs nel 2017

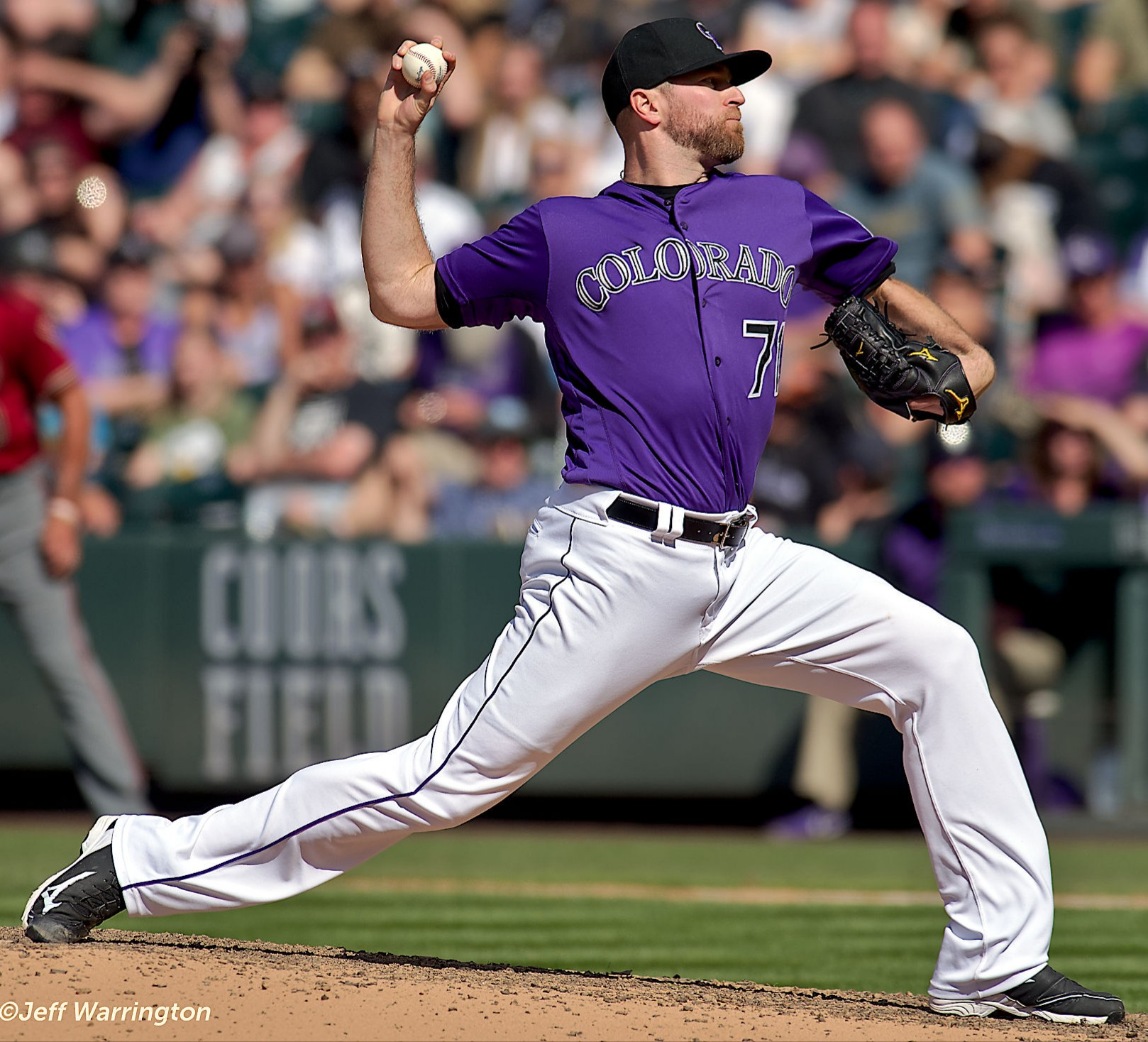
Davis nel 2019

### Inizi e Minor League
Nato nella cittadina di Lake Wales in Florida, Davis frequento l'omonima Lake Wales High School nella sua città natale. Firmò una lettera d'intenti con l'Università della Florida di Gainesville che tuttavia non frequentò mai, poiché venne selezionato per la MLB dopo aver concluso le scuole superiori.
Venne selezionato infatti nel terzo turno, come 75ª scelta assoluta del draft MLB 2004, dai Tampa Bay Devil Rays, che lo assegnarono nello stesso anno alla classe Rookie. Nel 2005 trascorse l'intera stagione nella classe A-breve mentre nel 2006, militò interamente nella classe A. Iniziò la stagione 2007 nella classe A-avanzata e il 20 giugno venne promosso nella Doppia-A, classe in cui cominciò la stagione seguente. Il 20 luglio 2008, Davis ottenne la promozione nella Tripla-A.

### Major League

#### Tampa Bay Rays
Debuttò nella MLB con i Rays, il 6 settembre 2009, al Tropicana Field di St. Petersburg, contro i Detroit Tigers. Schierato come lanciatore partente, partecipò a sette inning concedendo una base su ball e tre valide, tra cui un fuoricampo, e totalizzando nove strikeout.
Nel luglio del 2010 fu premiato come esordiente del mese, terminando con 4 vittorie, nessuna sconfitta e con una media PGL di 3.03.
Nel 26 giugno 2011 contro gli Astros, Davis venne schierato come sostituto battitore in sostituzione del lanciatore Adam Russell, e colpì la sua prima valida.
Nel 2012, dopo tre stagioni consecutive nella rotazione titolare dei partenti dei Rays, Davis venne assegnato per la prima volta al bullpen, disputando la stagione unicamente come lanciatore di rilievo con prestazioni positive. Il 9 giugno dello stesso anno, Davis realizzò come battitore la seconda e ultima valida della carriera, in una partita contro i Marlins.

#### Kansas City Royals
Il 9 dicembre 2012, i Rays scambiarono Davis, assieme a James Shields ed Elliot Johnson (trasferito il 23 febbraio 2013), con i Kansas City Royals ricevendo in cambio Mike Montgomery, Wil Myers, Jake Odorizzi e il giocatore di minor league Patrick Leonard. 
Con il passaggio a Royals, Davis tornò a ricoprire nel 2013 il ruolo di lanciatore partente per la maggior parte della stagione, con un record di 6-10 fino ad agosto. A settembre fu spostato nuovamente nel bullpen, ricoprendo in modo stabile da quel momento, il ruolo di lanciatore di rilievo anche le stagioni successive.
Nel 2014 ebbe un'annata dominante come rilievo, lanciando quasi esclusivamente nell'ottavo inning.
Nel 2015 ebbe una striscia di 125.2 inning senza concedere un fuoricampo, la seconda più lunga della storia dei Royals e la più lunga per un lanciatore di rilievo. Questa si concluse il 1º agosto per mano di José Bautista dei Blue Jays. A luglio, fu convocato per il suo primo All-Star Game della carriera. Il 22 settembre 2015 fu annunciato come nuovo closer della squadra dopo l'infortunio di Greg Holland. Kansas City si qualificò per le World Series 2015 dove, nella decisiva gara 5, Davis fece registrare gli ultimi tre out che consegnarono il titolo contro i Mets.
Nel 2016, continuò nel ruolo di closer, chiudendo 40 delle 45 partite da lui disputate, e ottenendo 27 salvezze.

#### Chicago Cubs
Il 7 dicembre 2016, i Royals scambiarono Davis coi Chicago Cubs per Jorge Soler.
Il 2 luglio 2017 fu convocato per il terzo All-Star Game della carriera. Il 29 agosto 2017 stabilì un record di franchigia con la 27ª salvezza consecutiva.
In gara 5 delle National League Division Series 2017, Davis pareggiò il primato delle Division Series con 3 salvezze, detenuto da Aroldis Chapman. Pareggiò anche un record riuscendovi in tre occasioni su tre, come Dennis Eckersley nelle American League Division Series 1996. Il 2 novembre divenne free agent.

#### Colorado Rockies
Il 29 dicembre 2017 Davis firmò un contratto triennale del valore di 52 milioni di dollari con i Colorado Rockies.
Nel 2018 fu il lanciatore della National League con il maggior numero di salvezze ottenute durante la stagione, totalizzandone 43.
Nel 22 maggio 2019 venne inserito nella lista degli infortunati. Tornò disponibile il 7 giugno dello stesso anno. Tornò in campo come closer all'inizio della stagione 2020, a fine luglio, tuttavia ricoprì tale ruolo poiché venne sostituito dopo poche partite a causa delle prestazioni insoddisfacenti. Il 2 agosto 2020 subì un infortunio alla spalla destra, che lo rese indisponibile fino al 12 settembre. Disputò le ultime partite due partite con i Rockies, il 17 e 18 settembre, come rilievo.
Venne designato per la riassegnazione il 19 settembre e svincolato dalla franchigia il 21 settembre 2020.

#### Ritorno ai KC Royals e ritiro
Il 20 gennaio 2021, Davis firmò un contratto di minor league con i Kansas City Royals. Lanciò in 40 partite durante la stagione, chiudendo con 6.75 di media PGL. Divenne free agent al termine della stagione.
Il 24 novembre 2021, Davis annunciò il suo ritiro dal baseball professionistico.

## Palmarès

### Club
- World Series: 1

Kansas City Royals: 2015

### Individuale
- MLB All-Star: 3

2015, 2016, 2017
- Babe Ruth Award: 1

2015
- Capoclassifica della NL in salvezze: 1

2018
- Esordiente del mese: 1

AL: luglio 2010